# Corica soborna
Corica soborna és una espècie de peix pertanyent a la família dels clupeids.

## Descripció
Pot arribar a fer 4,1 cm de llargària màxima.12-18 radis tous a l'aleta dorsal i 16-27 a l'anal. És inofensiu per als humans.

## Hàbitat
És un peix d'aigua dolça, salabrosa i marina; pelàgic-nerític i de clima tropical (24°N-3°S, 81°E-114°E).

## Distribució geogràfica
Es troba a Indonèsia, Malàisia, Brunei i l'Índia.